# Havaika mananensis
Havaika mananensis là một loài nhện trong họ Salticidae. Loài này được phát hiện ở Hawaii.